# Centroptilum ozarkensum
Centroptilum ozarkensum är en dagsländeart som beskrevs av John H. Wiersema och Burian 2000. Centroptilum ozarkensum ingår i släktet Centroptilum och familjen ådagsländor. Inga underarter finns listade i Catalogue of Life.